# الأدوية والرغبة الجنسية
الأدوية والرغبة الجنسية مفهوم يتناول الرغبة الجنسية التي يمكن التلاعب بها عبر الأدوية وبمختلف الأساليب. تتولد الرغبة الجنسية تحت تأثير الهرمونات الجنسية والشبكات العصبية الدقيقة في مناطق الدماغ. تلعب النواقل العصبية دورًا أساسيًا في تحفيز وتثبيط العمليات التي تؤدي إلى نشوء الدافع الجنسي لدى كل من الرجال والنساء. مثلًا، يحدث التحفيز الإيجابي بتأثير الدوبامين من الباحة أمام البصرية في منطقة ما تحت المهاد والنورإبينفرين. في الوقت نفسه، يحدث تثبيط الرغبة الجنسية عند تحرر البرولاكتين والسيروتونين.
يمكن استخدام الأدوية التي تعمل على النواقل العصبية المذكورة أعلاه لتنظيم إنقاص أو زيادة الرغبة الجنسية في الحالات المرضية. أثناء تطوير الأدوية المخصصة للنساء، يوفر مجال مؤشر الرغبة الجنسية للإناث مقياسًا مرجعيًا للباحثين لتقييم الاستجابة والنتائج. تسمح قيم مجال مؤشر الرغبة الجنسية للإناث للباحثين بمراقبة تغير الرغبة الجنسية بشكل أوضح، وفي نفس الوقت، إنشاء سجلات لإدارة الغذاء والدواء الأمريكية لمعالجة طلبات الموافقة على الأدوية. بالمثل، يستخدم مقياس الرغبة الذكورية للرجال.
بعد تقييم شدة الأعراض باستخدام المقياس، يمكن وصف أنواع مختلفة من الأدوية للمرضى. تم تطوير فليبانسرين وبريميلانوتيد لتحفيز الرغبة الجنسية لدى النساء، بينما تعالَج الحالات المماثلة عند الرجال باستخدام أدوية العجز الجنسي. من ناحية أخرى، يتم التنظيم بالإنقاص للدافع الجنسي بنهجين: آلية مباشرة أو غير مباشرة. أثبتت العديد من الأدوية الفئتين فعاليتها.
واجهت الأدوية المسوقة متطلبات السوق، التي عززت أيضًا تطور الأدوية الشخصية التي تستهدف نطاق أوسع من المتلقين. مع ذلك، أثارت معضلات إنشاء المرض والموافقات على الأدوية من قبل إدارة الغذاء والدواء مخاوف أخلاقية، ما وضع عقبات في تطوير هذا المجال.

## أدوية تعزيز الرغبة الجنسية
يمكن أن تستعيد هذه الأدوية الرغبة الجنسية لدى المرضى. يهدف علاج اضطراب الرغبة الجنسية قاصر النشاط المكتسب والمعمم، وتحسين الرغبة الجنسية، وتخفيف الضغط النفسي، إلى تخفيف الأعراض المرتبطة. مع ذلك، لا يمكن للعلاجات أن تتكيف مع الحالات الطبية أو النفسية المرتبطة بالاضطراب، ولا الآثار الناجمة عن الأدوية الأخرى.

### الأدوية المخصصة للنساء قبل سن الإياس

#### فليبانسرين
فليبانسرين هو أول منتج صيدلاني، من شركة سبراوت الدوائية، مخصص للنساء قبل سن الإياس المصابات باضطراب الرغبة الجنسية قاصر النشاط. وافقت إدارة الغذاء والدواء الأمريكية عليه في عام 2015. يجمع الدواء بين ناهض مستقبلات السيروتونين إيه1 ومناهض مستقبلات السيروتونين إيه2. هو مضاد للاكتئاب تم تطويره في الأصل لعلاج الاكتئاب. هذا الناهض الجزئي الذي يعمل على مستقبلات الدوبامين دي4، هو أيضًا عامل بعد مشبكي، ويعمل عن طريق تعديل النواقل العصبية المختلفة، بما في ذلك الدوبامين والنورإبينفرين والسيروتونين.

#### الآثار الضائرة
يثير فليبانسرين مخاوف بشأن السلامة نتيجة تسببه بمجموعة واسعة من الآثار الجانبية. ذكرت التجارب السريرية آثار ضائرة تمثلت بالدوخة والغثيان والإعياء والأرق. لوحظ أيضًا انخفاض ضغط الدم وتثبيط الجهاز العصبي المركزي (النيمومة) ما يؤدي إلى أعراض التركين والنعاس. من أجل تقليل فرص حدوث هذه الأعراض، يوصف الدواء عادةً مرة واحدة يوميًا قبل النوم ليلًا.

### الأدوية المخصصة للرجال
يوجد 26 دواءً متاحًا لعلاج العجز الجنسي لدى الرجال. نظرًا لعدم الاعتراف باضطراب الرغبة الجنسية قاصر النشاط لدى الرجال وتصنيفه على أنه خلل وظيفي جنسي مميز، لا توجد حاليًا أدوية مخصصة للرجال لحالات مماثلة لتلك المذكورة أعلاه.

## أدوية تثبيط الرغبة الجنسية
تكون أدوية التنظيم بالإنقاص للدافع الجنسي بشكل عام مخصصة إما لقمع الرغبة الجنسية عبر آليات التنظيم المباشر أو لاستهداف الآثار الجانبية المماثلة عبر آليات غير مباشرة وغير مقصودة.

### آلية مباشرة
يوصف نوعان من الأدوية بشكل أساسي لمن يعانون من فرط الرغبة الجنسية: ناهضات الهرمون المطلق لموجهة الغدد التناسلية ومضادات الأندروجين الستيرويدية.

#### ناهضات الهرمون المطلق لموجهة الغدد التناسلية
هي مجموعة من الأدوية التي تهدف إلى تنشيط مستقبلات الهرمون المطلق لموجهة الغدد التناسلية في الغدة النخامية الأمامية. تُصنع عن طريق استبدال الحمضين الأمينيين السادس والعاشر من الهرمون الببتيدي الأصلي المطلق لموجهة الغدد التناسلية. بعد التعديل، يمكن أن ترتبط بمستقبلات الهرمون المطلق لموجهة الغدد التناسلية بقوة أكبر وتكون أقل قابلية للتحلل من قبل الإنزيمات عند مقارنتها بالهرمون المطلق لموجهة الغدد التناسلية الطبيعي، ما يجعلها أكثر نشاطًا من الناحية الحيوية. من الأدوية شائعة الاستخدام ليوبرورلين وغوزيريلين وتريبتوريلين، والتي أُطلقت تجاريًا تحت أسماء لوبرون وزولاديكس و ديكابيتيل، على التوالي. يوصف نافاريلين، الذي يحمل الاسم التجاري سيناريل، أحيانًا على شكل بخاخ أنفي. وافقت إدارة الغذاء والدواء على جميع هذه الأدوية، وتستهدف آليات عملها كلا الجنسين على قدم المساواة.

#### الآثار الضائرة
تشمل الآثار الضائرة الشائعة التي تسببها هذه الأدوية هبات الحرارة، وفقدان الكتلة العظمية، والصداع، وتغيرات المزاج المفاجئة، والاكتئاب، وجفاف المهبل، أو حتى التهاب المهبل الضموري لدى الإناث وضمور القضيب لدى الذكور. يمكن تخفيف هذه الآثار الضائرة ومعالجتها عن طريق العلاج الإضافي، المعروف أيضًا باسم العلاج باستخدام الهرمونات البديلة. يجب على المعالجين بناهضات الهرمون المطلق لموجهة الغدد التناسلية الخضوع لهذا العلاج في نفس الوقت عبر تناول ما يكفي من البروجستين والمكملات الحاوية على فيتامين د والكالسيوم يوميًا.

#### مضادات الأندروجين الستيرويدية (سيبروتيرون أسيتات)
مضادات الأندروجين الستيرويدية هي فئة من الأدوية الستيرويدية التي تثبط عمل الأندروجينات. يعد سيبروتيرون أسيتات، وهو من مشتقات 17-هيدروكسي بروجستيرون أسيتات، قوي جدًا ويستخدم على نطاق واسع. رغم عدم الموافقة عليه من قبل إدارة الغذاء والدواء الأمريكية نظرًا لسميته، تمت الموافقة عليه من قبل كندا وعدد كبير من البلدان في أوروبا تحت الاسم التجاري، أندروكور، الذي أُطلق في السوق. يستهدف هذا الدواء الذكور بشكل أساسي بسبب آلية عمله.

#### الآثار الضائرة
تشمل الآثار الضائرة الشائعة للسيبروتيرون أسيتات الاكتئاب، والسمية الكبدية، وضيق النفس، والتغير في وزن الجسم، وهبات الحرارة، والتعرق، والإعياء، وتثدي الرجل.

## مخاوف أخلاقية
في الواقع، تم تحديد اضطراب الرغبة الجنسية قاصر النشاط قبل وقت قصير من إطلاق فليبانسرين في السوق والموافقة عليه من قبل إدارة الغذاء والدواء الأمريكية. أثار هذا جدلًا حول أخلاقية إنشاء حالة طبية لصالح مبيعات المنتجات الصيدلانية.
بصرف النظر عن هذه القضية الأخلاقية، هناك معضلة حول ما إذا كان ينبغي للطبيب أن يصف الأدوية لمرتكبي الجرائم الجنسية ذوي الدافع الجنسي المنخفض. من ناحية أخرى، يعتبر من غير الأخلاقي للأطباء عدم معالجتهم لأنه يجب عليهم معالجة المرضى بشكل عشوائي دون تحيز. من ناحية أخرى، قد يشكل علاج مرتكبي الجرائم الجنسية خطرًا على المجتمع. يعاني الأطباء من هذه المعضلة، وما يزال يصعب عليهم الاختيار في هذا الوقت والزمن.